# بی‌دی +۱۷° ۳۲۴۸
بی‌دی +۱۷° ۳۲۴۸ یک ستاره است که در صورت فلکی زانوزده قرار دارد.